# XXIV Juegos Centroamericanos y del Caribe
Los Juegos Centroamericanos y del Caribe de 2023, oficialmente conocidos como XXIV Juegos Deportivos Centroamericanos y del Caribe San Salvador 2023, fueron un evento multideportivo regional que se llevó a cabo entre el 23 de junio y el 8 de julio de 2023 en la capital de El Salvador, San Salvador.Varios eventos sirven de clasificación a los Juegos Olímpicos de París 2024. 
Aunque inicialmente los juegos estaban planificados a realizarse en 2022, la fecha tuvo que moverse debido a las complicaciones generadas por la pandemia del COVID-19.

## Designación de la sede
La única ciudad que oficializó su candidatura en el 2017 fue la Ciudad de Panamá.
- Ciudad de Panamá: El presidente del Comité Olímpico de Panamá, Camilo Amado, enfatizó que aunque no se logró la sede de la justa para el año 2018, una base que incluye la experiencia de la presentación que se hizo en Veracruz, queda para estructurar la propuesta para presentar la candidatura panameña para los Juegos Centroamericanos y del Caribe del 2022.[5] Finalmente la única ciudad que postuló para ser sede de los Juegos fue Panamá.[6] Inicialmente, la sede fue otorgada a la Ciudad de Panamá;[7][8] sin embargo, el 24 de julio de 2020 el gobierno panameño decidió declinar la organización del evento debido a los efectos económicos surgidos tras la pandemia de COVID-19.[9][10]

### Segunda designación
Dos ciudades (Mayagüez y San Salvador) presentaron sus candidaturas para acoger los XXIV Juegos Centroamericanos y del Caribe.
El 15 de noviembre de 2020, fecha límite para presentar la inscripción de las ciudades interesadas en la sede de los Juegos Centroamericanos y del Caribe de 2022.
El 18 de marzo de 2021, la comisión evaluadora visitó Mayagüez.
El 15 de abril de 2021, la comisión evaluadora visitó San Salvador.

#### Ciudad candidata oficial
- San Salvador, El Salvador.[11]

#### Candidatura retirada
- Mayagüez, Puerto Rico: El 30 de abril de 2021 Mayagüez retiró su candidatura por discrepancias entre el Gobierno y la Junta de Supervisión Fiscal sobre la cantidad de dinero que debía usarse.

## Organización
El 27 de enero de 2022 fue presentada Dinora Acevedo como directora ejecutiva de esta justa regional, al igual que Lucrecia de Calderón y Paola Alvarenga, secretaria general y directora de planificación, respectivamente. Y para darle seguimiento y cumplimiento a las metas que se tienen a corto plazo, Acevedo informó que se está recibiendo la consultoría de la colombiana Annick Taverniers, quien fue la jefa de planificación y coordinación del Comité Organizador de los I Juegos Panamericanos Júnior Cali-Valle 2021.
El Comité Organizador de los juegos Centroamericanos y del Caribe San Salvador 2023 (COSSAN 2023), encabezado por Yamil Bukele, y la empresa digital Bornan Sports Technology firmaron una alianza para que la empresa suiza sea la proveedora oficial de tecnología durante la justa regional deportiva.
Yamil Bukele, anunció la inversión de aproximadamente $15 millones en la infraestructura de la Universidad de El Salvador, que servirá como Villa Deportiva para la justa regional que nuestro país albergará el próximo año. Esta inversión incluye la intervención por $800,000 en el Complejo Deportivo Universitario.
El 10 de mayo de 2022 se anunció a República Dominicana como sub sede de los juegos. José Monegro, titular del equipo de trabajo de la subsede de República Dominicana. Se destinó un presupuesto de 9,7 millones de dólares.

## Símbolos

### Logotipo
El 4 de enero de 2023 fue presentado oficialmente el logotipo de los juegos. El logotipo y lema oficial de los Juegos Centroamericanos y del Caribe 2023 se dio a conocer el 23 de enero de 2023 en la antigua Casa Presidencial en San Jacinto, tiene la forma de un círculo en forma de estrella de colores. El diseño pretende "expresar el constante movimiento, evolución y proceso de transformación que vive El Salvador". Las estrellas “representan a la humanidad guiada desde sus orígenes y se han convertido en un símbolo que representa la armonía, la prosperidad y la gloria”. El lema oficial "Es momento de trascender" también se dio a conocer el 23 de enero de 2023. El lema se utilizó únicamente en español.

### Mascotas
El 23 de mayo de 2023 Volco y Maqui fueron escogidos como las mascotas oficiales de San Salvador 2023. Maqui es la personificación de un Maquilishuat, árbol nacional de El Salvador. Por su parte, Volco es la personificación de un volcán.

### Pictogramas
El 7 de marzo de 2023 fueron presentados oficialmente los pictogramas de las 60 disciplinas que se realizaron en los Juegos.

### Canción
El 8 de mayo de 2023 se presentó la canción "¡No voy a parar!", interpretada por los centroamericanos Zaki, Leena Bae, Mayki Graff y Sebas Barcenas. Fue producida por Moisés Plazola, Marcos Díaz y Jimo Bastian. La canción fue lanzada por Yamil Bukele, presidente del Comité Organizador de los XXIV Juegos Deportivos Centroamericanos y del Caribe (COSSAN2023).

### Fuego Centro Caribeño

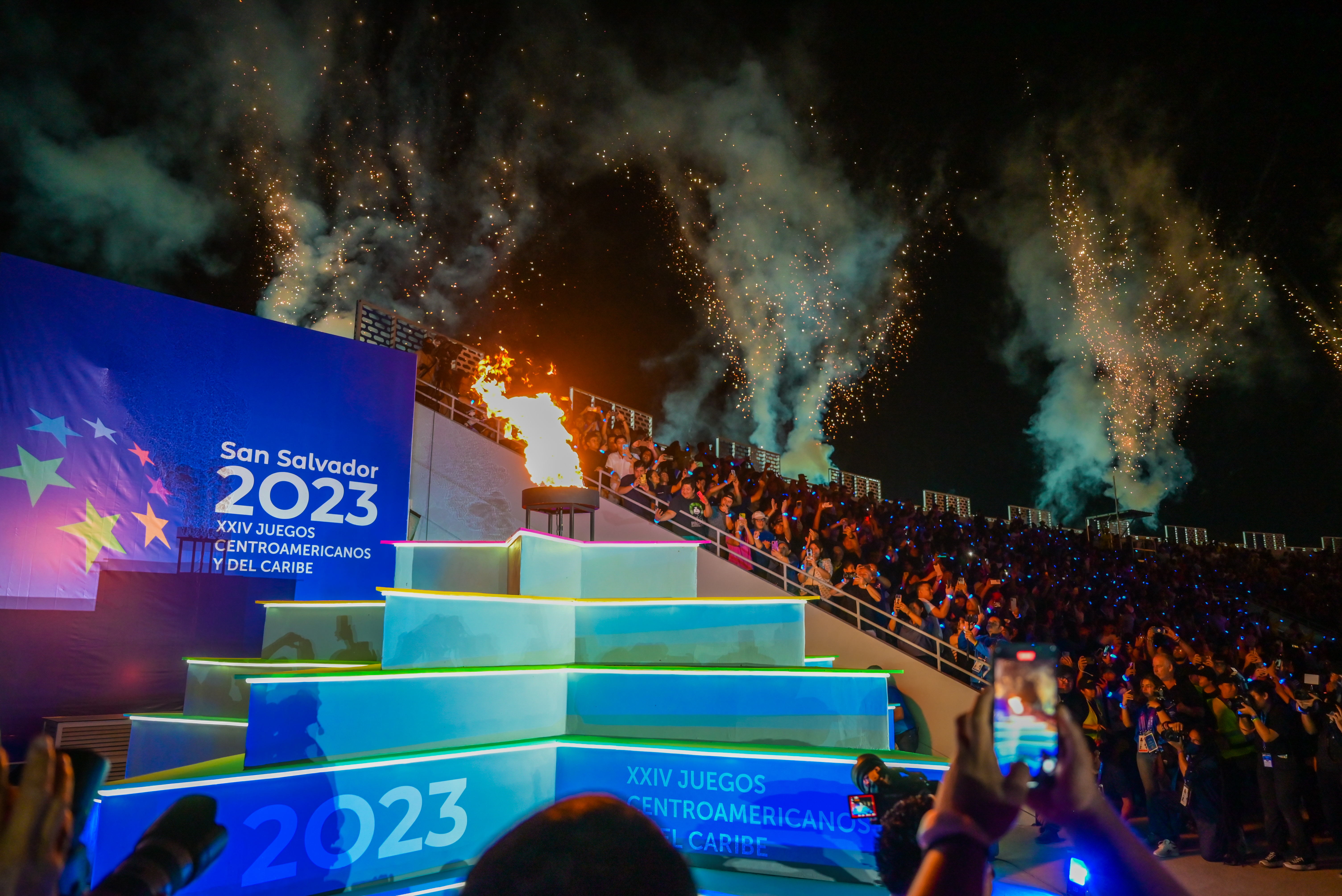
Pebetero de los XXIV Juegos Deportivos Centroamericanos y del Caribe San Salvador 2023.

El relevo de la antorcha de los Juegos Centroamericanos y del Caribe 2023, se llevó a cabo del 6 al 23 de junio. Después de encenderse en Teotihuacán, México, la antorcha viajó a San Salvador el 23 de junio.
La etapa salvadoreña comenzó el 6 de mayo en San Luis Talpa en el Aeropuerto Internacional de El Salvador y terminó en el Estadio Nacional Jorge "El Mágico" González, sede principal. Visitó 14 ciudades salvadoreñas, incluidas las 13 capitales de los departamentos y la capital del país, San Salvador.
La ceremonia de inauguración se llevó a cabo el 23 de junio trayendo consigo al DJ estadounidense Marshmello, el atleta paralímpico Herberth Aceituno fue el encargado de encender el pebetero centroamericano caribeño.

### Documental
Los juegos recibieron un documental donde como fueron organizados durante las lluvias. Al dato curioso se revela que el país "salvó" los juegos de su cancelamiento. En ello, la cuna del Mágico González fue donde era el que más estaban las inundaciones durante el desarrollo. El episodio 1 "El Salvador de los Juegos" fue emitido en Canal 10 donde en ese canal junto a Canal 4 y TCS+ de Telecorporación Salvadoreña, Tigo Sports y los canales 19 y 21 de Grupo Megavisión fueron emitidos pero el Canal 10 fue el único canal donde se emite dicho documental los tres días.
Más tarde del 11 de agosto se emite El medallero en Canal 4 de Telecorporación Salvadoreña donde los atletas hablan un poco del coraje que tuvieron durante los días del evento junto a los Juegos Olímpicos, Panamericanos, etc.

## Sedes e instalaciones deportivas

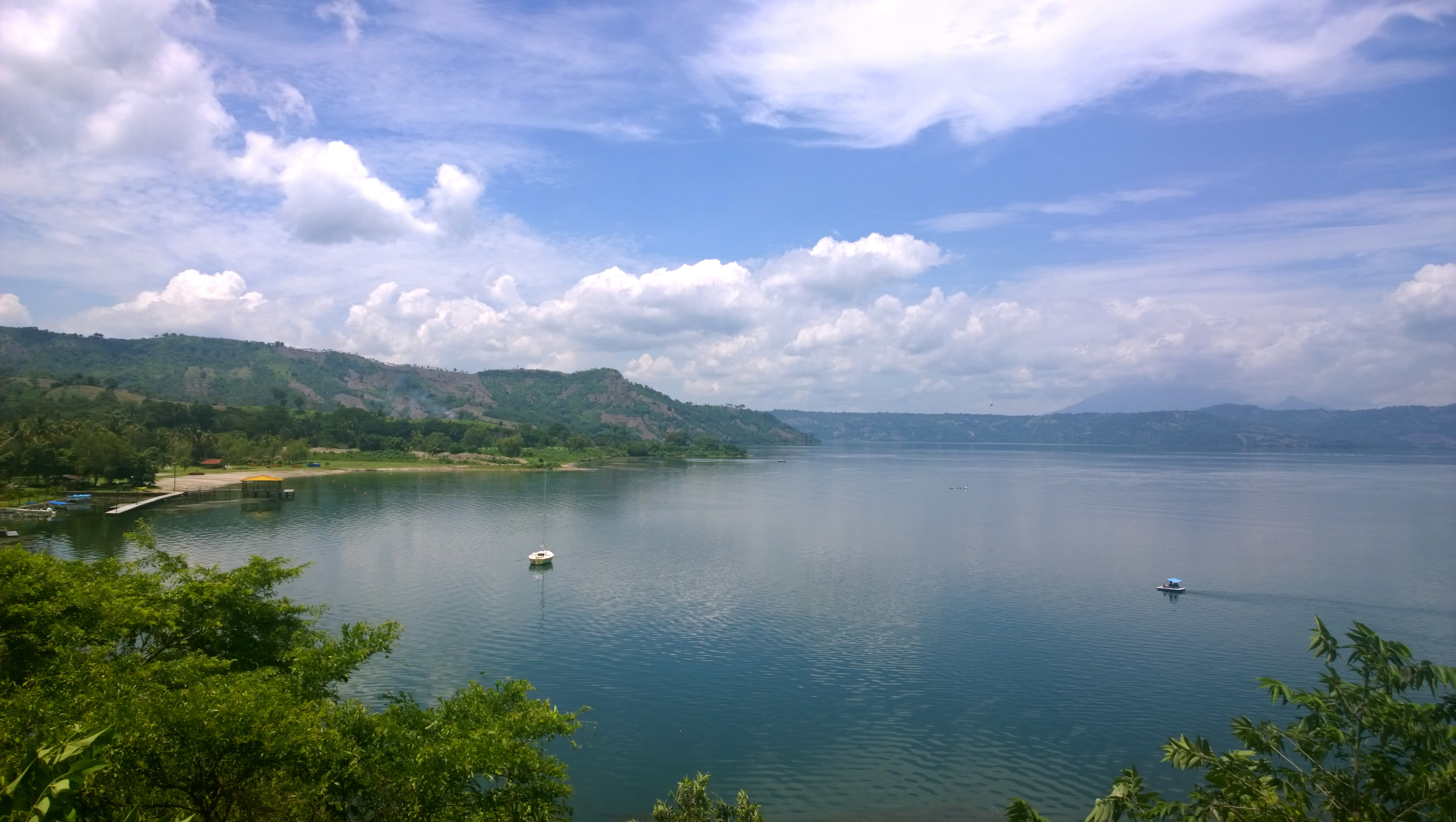
Lago de Ilopango

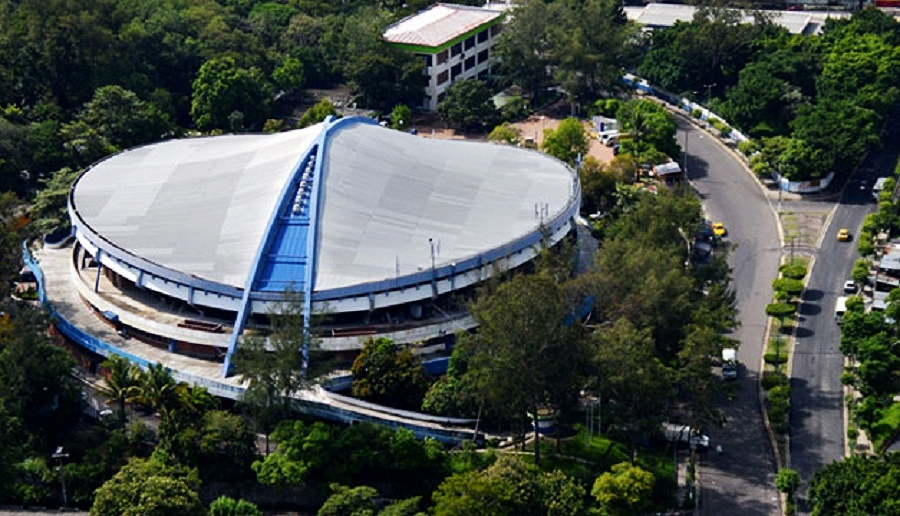
Palacio de los Deportes Carlos "El Famoso" Hernández antes de las remodelaciones

El 7 de marzo de 2023 fueron anunciados oficialmente los recintos que albergaron las disciplinas de los Juegos Centroamericanos y del Caribe de 2023:
| San Salvador                                                                                 | San Salvador                                                                                 | San Salvador                                        | San Salvador         |
| Recinto deportivo                                                                            | Recinto deportivo                                                                            | Deportes                                            | Estatus              |
| -------------------------------------------------------------------------------------------- | -------------------------------------------------------------------------------------------- | --------------------------------------------------- | -------------------- |
| Complejo Deportivo Flor Blanca                                                               | Estadio Nacional Jorge "El Mágico" González                                                  | Atletismo (pista y campo) Ceremonia de Inauguración | Existente - Renovado |
| Complejo Deportivo Flor Blanca                                                               | Cuna del Mágico                                                                              | Levantamiento de pesas Lucha Karate                 | Existente - Renovado |
| Complejo Deportivo Flor Blanca                                                               | Polígono de Tiro del Estadio Nacional Jorge Mágico González                                  | Tiro deportivo                                      | Existente - Renovado |
| Complejo Deportivo Flor Blanca                                                               | Gimnasio Nacional José Adolfo Pineda                                                         | Baloncesto                                          | Existente - Renovado |
| Complejo Deportivo Flor Blanca                                                               | Duela de Voleibol del Gimnasio Nacional José Adolfo Pineda                                   | Nétbol                                              | Existente            |
| Complejo Deportivo Flor Blanca                                                               | Estadio Nacional de Playa Flor Blanca                                                        | Fútbol playa                                        | Nuevo                |
| Complejo Deportivo El Polvorín                                                               | Centro Acuático de El Polvorín                                                               | Clavados Natación artística                         | Existente - Renovado |
| Complejo Deportivo El Polvorín                                                               | Coliseo de Bádminton                                                                         | Bádminton Tenis de mesa                             | Nuevo                |
| Complejo Deportivo El Polvorín                                                               | Velódromo Nacional                                                                           | Ciclismo (pista)                                    | Existente - Renovado |
| Complejo Deportivo El Polvorín                                                               | Patinódromo de Complejo Deportivo El Polvorín                                                | Patinaje de velocidad (pista)                       | Existente - Renovado |
| Polideportivo de la Universidad de El Salvador                                               | Estadio Héroes y Mártires                                                                    | Rugby 7 Ceremonia de Clausura                       | Existente            |
| Polideportivo de la Universidad de El Salvador                                               | Coliseo de la UES                                                                            | Judo                                                | Existente            |
| Palacio de los Deportes Carlos "El Famoso" Hernández                                         | Palacio de los Deportes Carlos "El Famoso" Hernández                                         | Voleibol                                            | Existente - Renovado |
| Parque Nacional de Pelota Saturnino Bengoa                                                   | Parque Nacional de Pelota Saturnino Bengoa                                                   | Béisbol                                             | Existente - Renovado |
| Estadio Ing. Pablo Arnoldo Guzmán                                                            | Estadio Ing. Pablo Arnoldo Guzmán                                                            | Sóftbol                                             | Existente - Renovado |
| Best Western Plus Hotel Terraza - Salón de Eventos                                           | Best Western Plus Hotel Terraza - Salón de Eventos                                           | Ajedrez                                             | N/A                  |
| Circuito Urbano frente a Metrocentro San Salvador - Bulevar de los Héroes                    | Circuito Urbano frente a Metrocentro San Salvador - Bulevar de los Héroes                    | Patinaje de velocidad (circuito)                    | N/A                  |
| Circuito Urbano Ave. Olímpica – Metrocentro San Salvador – UES – División tránsito terrestre | Circuito Urbano Ave. Olímpica – Metrocentro San Salvador – UES – División tránsito terrestre | Atletismo (media maratón y marcha)                  | N/A                  |
| Avenida Jerusalén                                                                            | Avenida Jerusalén                                                                            | Ciclismo (ruta)                                     | N/A                  |

| Área Metropolitana de San Salvador                   | Área Metropolitana de San Salvador                   | Área Metropolitana de San Salvador | Área Metropolitana de San Salvador                     | Área Metropolitana de San Salvador |
| Recinto deportivo                                    | Recinto deportivo                                    | Ciudad                             | Deportes                                               | Estatus                            |
| ---------------------------------------------------- | ---------------------------------------------------- | ---------------------------------- | ------------------------------------------------------ | ---------------------------------- |
| Polideportivo de Ciudad Merliot                      | Complejo Acuático de Ciudad Merliot                  | Santa Tecla                        | Natación Polo acuático                                 | Existente - Renovado               |
| Polideportivo de Ciudad Merliot                      | Gimnasio de Polideportivo de Ciudad Merliot          | Santa Tecla                        | Gimnasia artística Gimnasia rítmica Gimnasia trampolín | Existente - Renovado               |
| Polideportivo de Ciudad Merliot                      | Polígono de Tiro con Arco Jorge Jiménez              | Santa Tecla                        | Tiro con arco                                          | Existente - Renovado               |
| Plaza Merliot                                        | Plaza Merliot                                        | Santa Tecla                        | Baloncesto 3x3                                         | N/A                                |
| Estadio Nacional Las Delicias                        | Estadio Nacional Las Delicias                        | Santa Tecla                        | Fútbol                                                 | Existente - Renovado               |
| Ecoparque El Espino                                  | Ecoparque El Espino                                  | Santa Tecla                        | Ciclismo de montaña                                    | N/A                                |
| Club Salvadoreño                                     | Club Salvadoreño                                     | Ilopango                           | Remo                                                   | N/A                                |
| Turicentro Apulo                                     | Turicentro Apulo                                     | Ilopango                           | Natación (aguas abiertas) Vela                         | N/A                                |
| Ministerio de Relaciones Exteriores - Salón de honor | Ministerio de Relaciones Exteriores - Salón de honor | Antiguo Cuscatlán                  | Boxeo                                                  | N/A                                |
| Multigimnasio Don Bosco                              | Multigimnasio Don Bosco                              | Soyapango                          | Balonmano                                              | Existente - Renovado               |
| Villa CARI                                           | Villa CARI                                           | Mejicanos                          | Bowling                                                | Existente - Renovado               |

| Fuera de San Salvador y su Área Metropolitana             | Fuera de San Salvador y su Área Metropolitana | Fuera de San Salvador y su Área Metropolitana | Fuera de San Salvador y su Área Metropolitana |
| Recinto deportivo                                         | Municipio                                     | Deportes                                      | Estatus                                       |
| --------------------------------------------------------- | --------------------------------------------- | --------------------------------------------- | --------------------------------------------- |
| El Encanto Country Club                                   | San José Villanueva, La Libertad              | Golf                                          | Existente                                     |
| Pista de BMX en Complejo Ecuestre San Andrés              | San Juan Opico, La Libertad                   | Ciclismo BMX                                  | Nuevo                                         |
| Punta Roca                                                | La Libertad                                   | Surf                                          | N/A                                           |
| Turicentro Ichanmichen                                    | Zacatecoluca, La Paz                          | Ciclismo en ruta (prueba contrarreloj)        | N/A                                           |
| Circuito Turicentro Costa del Sol - Bulevar Costa del Sol | San Luis de la Herradura, La Paz              | Triatlón                                      | N/A                                           |
| Estadio de Playa Costa del Sol                            | San Luis La Herradura, La Paz                 | Voleibol playa                                | Existente                                     |

| Subsede Santo Domingo                     | Subsede Santo Domingo                 | Subsede Santo Domingo |
| Recinto deportivo                         | Deportes                              | Estatus               |
| ----------------------------------------- | ------------------------------------- | --------------------- |
| Centro Olímpico Juan Pablo Duarte         | Ráquetbol Pentatlón moderno Taekwondo | Existente             |
| Parque del Este                           | Hockey sobre césped                   | Existente             |
| Centro Ecuestre Palmarejo                 | Ecuestre                              | Existente             |
| Centro de Remo y Canotaje Presa el Rincón | Canotaje                              | Existente             |
| Polígono de Tiro al Plato El Higuero      | Tiro con escopeta                     | Existente             |

## Deportes
En los Juegos Centroamericanos y del Caribe San Salvador 2023, se disputaron un total de 37 deportes y 53 disciplinas.
- Ajedrez (detalles)
- Atletismo (detalles)
- Bádminton (detalles)
- Baloncesto
  -  Baloncesto (detalles)
  -  Baloncesto 3x3  (detalles)
- Balonmano  (detalles)
- Béisbol  (detalles)
- Bowling  (detalles)
- Boxeo  (detalles)
- Canotaje (detalles)
- Ciclismo (detalles)
  -  Ciclismo BMX  
  -  Ciclismo de montaña  
  -  Ciclismo en pista  
  -  Ciclismo en ruta
- Deportes acuáticos
  -  Clavados  (detalles)
  -  Natación Artística  (detalles)
  -  Natación (detalles)
  -  Maratón Acuático (detalles) 
  -  Waterpolo (detalles)
- Equitación (detalles)
  -  Adiestramiento 
  -  Concurso completo 
  -  Salto ecuestre
- Esgrima  (detalles)
- Fútbol
  -  Fútbol  (detalles)
  -  Fútbol playa  (detalles)
- Gimnasia (detalles)
  -  Gimnasia acrobática 
  -  Gimnasia artística 
  -  Gimnasia rítmica
- Golf  (detalles)
- Hockey sobre césped  (detalles)
- Judo  (detalles)
- Karate  (detalles)
- Levantamiento de pesas  (detalles)
- Lucha (detalles)
  -  Lucha grecorromana 
  -  Lucha libre
- Netball (detalles)
- Patinaje de velocidad (detalles)
- Pentatlón moderno  (detalles)
- Raquetbol  (detalles)
- Remo  (detalles)
- Rugby 7 (detalles)
- Sóftbol  (detalles)
- Surf  (detalles)
- Taekwondo (detalles)
- Tenis  (detalles)
- Tenis de mesa  (detalles)
- Tiro con arco  (detalles)
- Tiro deportivo (15) (detalles)
- Triatlón  (detalles)
- Vela  (detalles)
- Voleibol
  -  Voleibol  (detalles)
  -  Voleibol de playa  (detalles)

## Países participantes
En los Juegos Centroamericanos y del Caribe San Salvador 2023 participaron 38 países de América. A continuación, los países participantes junto al código COI de cada uno. El país anfitrión está resaltado con negrita. 
- Antigua y Barbuda  (ANT)
- Anguila (AIA)
- Aruba  (ARU)
- Bahamas  (BAH)
- Barbados  (BAR)
- Belice  (BIZ)
- Bermudas  (BER)
- Centro Caribe Sports (CCS)[nota 1]
- Colombia  (COL)
- Costa Rica  (CRC)
- Cuba  (CUB)
- Curazao (CUR)
- Dominica  (DMA)
- El Salvador  (ESA)
- Granada  (GRN)
- Guadalupe (GLP)
- Guyana  (GUY)
- Guayana Francesa (GUF)
- Haití  (HAI)
- Honduras  (HON)
- Islas Caimán  (CAY)
- Islas Turcas y Caicos (TCA)
- Islas Vírgenes de los Estados Unidos  (ISV)
- Islas Vírgenes Británicas  (IVB)
- Jamaica  (JAM)
- Martinica (MTQ)
- México  (MEX)
- Nicaragua  (NIC)
- Panamá  (PAN)
- Puerto Rico  (PUR)
- República Dominicana  (DOM)  (subsede)
- San Cristóbal y Nieves  (SKN)
- San Vicente y las Granadinas  (VIN)
- Santa Lucía  (LCA)
- San Martín (SXM)
- Surinam  (SUR)
- Trinidad y Tobago  (TTO)
- Venezuela  (VEN)

## Calendario Deportivo
El 18 de abril de 2023 el comité organizador publicó el calendario oficial de competencias.
| AP | Ceremonia de Apertura | ● | Eventos de Competencia | 1 | Eventos de medalla | CC | Ceremonia de Clausura |

| junio/julio 2023           | junio/julio 2023           | Mie 21 | Jue 22 | Vie 23 | Sab 24 | Dom 25 | Lun 26 | Mar 27 | Mie 28 | Jue 29 | Vie 30 | Sab 1 | Dom 2 | Lun 3 | Mar 4 | Mie 5 | Jue 6 | Vie 7 | Sab 8 | Total de Medallas |
| -------------------------- | -------------------------- | ------ | ------ | ------ | ------ | ------ | ------ | ------ | ------ | ------ | ------ | ----- | ----- | ----- | ----- | ----- | ----- | ----- | ----- | ----------------- |
| Ceremonias                 | Ceremonias                 |        |        | AP     |        |        |        |        |        |        |        |       |       |       |       |       |       |       | CC    |                   |
| Atletismo                  | Atletismo                  |        |        |        |        |        |        |        |        |        |        |       | 4     | 8     | 5     | 9     | 10    | 9     | 2     | 27                |
| Ajedrez                    | Ajedrez                    |        |        |        |        |        |        |        |        |        |        |       |       | ●     | ●     | 4     | 4     |       |       | 8                 |
| Bádminton                  | Bádminton                  |        |        |        |        |        |        |        |        |        |        | ●     | ●     | ●     | ●     | ●     | ●     | 4     |       | 4                 |
| Balonmano                  | Balonmano                  |        |        |        | ●      | ●      | ●      |        | ●      | 1      |        |       | ●     | ●     | ●     |       | ●     | 1     |       | 2                 |
| Baseball/Softball          | Béisbol                    |        |        |        | ●      | ●      | ●      | ●      | ●      | ●      | ●      | ●     | 1     |       |       |       |       |       |       | 1                 |
| Baseball/Softball          | Sóftbol                    |        |        |        | ●      | ●      | ●      | ●      | ●      | 2      |        |       |       |       |       |       |       |       |       | 2                 |
| Baloncesto                 | Baloncesto                 |        |        | ●      | ●      | ●      | ●      | ●      | 1      | ●      | ●      | ●     | ●     | ●     | ●     | 1     |       |       |       | 2                 |
| Baloncesto                 | Baloncesto 3x3             |        |        |        |        |        |        |        |        |        | ●      | ●     | 2     |       |       |       |       |       |       | 2                 |
| Bowling                    | Bowling                    |        |        |        |        |        |        |        | ●      | 1      | 1      | 2     | 2     | 2     | 2     |       |       |       |       | 10                |
| Boxeo                      | Boxeo                      |        | ●      | ●      | ●      | ●      | ●      |        | 13     |        |        |       |       |       |       |       |       |       |       | 13                |
| Canotaje                   | Canotaje                   |        |        |        | 4      | 4      | 4      |        |        |        |        |       |       |       |       |       |       |       |       | 12                |
| Ciclismo                   | Ruta                       |        |        |        |        |        |        |        |        |        |        |       |       |       |       | ●     | ●     | 2     |       | 8                 |
| Ciclismo                   | Pista                      |        |        |        |        |        |        |        |        |        |        | ●     | ●     | 2     |       |       |       |       |       | 8                 |
| Ciclismo                   | BMX                        |        |        |        | 2      |        |        |        |        |        |        |       |       |       |       |       |       |       |       | 8                 |
| Ciclismo                   | Montaña                    |        |        |        |        |        |        |        |        |        |        |       |       |       |       |       |       |       | 2     | 8                 |
| Deportes Acuáticos         | Natación Artística         |        |        |        | 2      | 2      | 2      | 2      | 1      |        |        |       |       |       |       |       |       |       |       | 9                 |
| Deportes Acuáticos         | Clavados                   |        |        |        |        |        |        |        |        |        |        | 2     | 2     | 2     | 2     | 2     | 2     |       |       | 6                 |
| Deportes Acuáticos         | Maratón Acuático           |        |        |        |        |        |        |        |        |        |        |       |       |       |       | 2     | 1     | 2     |       | 5                 |
| Deportes Acuáticos         | Natación                   |        |        |        | 7      | 8      | 7      | 7      | 7      | 7      |        |       |       |       |       |       |       |       |       | 43                |
| Deportes Acuáticos         | Polo Acuático              |        |        |        |        |        |        |        |        |        |        | ●     | ●     | ●     | ●     | ●     | ●     | 2     |       | 2                 |
| Equitación                 | Equitación                 |        |        |        |        |        |        |        |        |        |        |       | ●     | ●     | ●     | 3     | 2     | 4     |       | 9                 |
| Esgrima                    | Esgrima                    |        |        |        |        |        |        |        |        |        |        |       | 1     | 1     | 1     | 1     | 1     | 1     |       | 6                 |
| Fútbol                     | Fútbol                     |        |        | ●      | ●      | ●      | ●      | ●      | 1      | ●      | ●      | ●     | ●     | ●     | ●     | 1     |       |       |       | 2                 |
| Fútbol                     | Fútbol Playa               |        |        |        |        |        |        |        |        |        | ●      | ●     | 2     |       |       |       |       |       |       | 2                 |
| Gimnasia                   | Artística                  |        |        |        | ●      | ●      | ●      | 6      | 8      |        |        |       |       |       |       |       |       |       |       | 14                |
| Gimnasia                   | Rítmica                    |        |        |        |        |        |        |        |        |        | ●      | ●     | ●     | 9     |       |       |       |       |       | 9                 |
| Gimnasia                   | Trampolín                  |        |        |        |        |        |        |        |        |        |        |       |       |       |       | ●     | ●     | 4     |       | 4                 |
| Golf                       | Golf                       |        |        |        |        |        |        |        |        |        |        |       |       |       | ●     | ●     | ●     | 2     |       | 2                 |
| Hockey sobre césped        | Hockey sobre césped        |        |        |        |        |        |        | ●      | ●      | ●      | ●      | ●     | ●     | ●     | ●     | 1     | 1     |       |       | 2                 |
| Judo                       | Judo                       |        |        |        | 5      | 4      | 5      | 1      |        |        |        |       |       |       |       |       |       |       |       | 15                |
| Karate                     | Karate                     |        |        |        |        |        |        |        |        |        |        |       |       |       |       |       | 4     | 4     | 4     | 12                |
| Levantamiento de pesas     | Levantamiento de pesas     |        |        | 3      | 3      | 3      | 4      | 3      |        |        |        |       |       |       |       |       |       |       |       | 16                |
| Lucha                      | Lucha                      |        |        |        |        |        |        |        |        | 6      | 6      | 6     |       |       |       |       |       |       |       | 18                |
| Netball                    | Netball                    |        |        |        |        |        |        |        |        |        |        |       |       |       | ●     | ●     |       | 1     |       | 1                 |
| Patinaje de velocidad      | Patinaje de velocidad      |        |        | 2      | 2      | 1      | 2      |        |        |        |        |       |       |       |       |       |       |       |       | 7                 |
| Pentatlón moderno          | Pentatlón moderno          |        |        |        | 3      | 2      |        |        |        |        |        |       |       |       |       |       |       |       |       | 5                 |
| Raquetbol                  | Raquetbol                  |        |        |        | ●      | ●      | ●      | ●      | ●      | ●      | 5      | 2     |       |       |       |       |       |       |       | 7                 |
| Remo                       | Remo                       |        |        |        | ●      | ●      | 3      | 3      | 7      |        |        |       |       |       |       |       |       |       |       | 13                |
| Rugby 7                    | Rugby 7                    |        |        |        |        | ●      | ●      | 2      |        |        |        |       |       |       |       |       |       |       |       | 2                 |
| Surf                       | Surf                       |        |        |        | ●      | ●      | ●      | ●      | ●      | 6      |        |       |       |       |       |       |       |       |       | 6                 |
| Taekwondo                  | Taekwondo                  |        |        |        |        |        |        |        |        |        |        |       |       |       | 4     | 4     | 4     | 4     |       | 16                |
| Tenis                      | Tenis                      |        |        |        |        |        |        |        |        |        |        |       |       | 5     | ●     | ●     |       | 2     |       | 7                 |
| Tenis de mesa              | Tenis de mesa              | ●      | ●      | 2      | ●      | ●      | 3      | 2      |        |        |        |       |       |       |       |       |       |       |       | 7                 |
| Tiro con Arco              | Tiro con Arco              |        |        |        |        |        |        |        |        |        |        |       | 2     | 2     | ●     | ●     | 3     | 3     |       | 10                |
| Tiro deportivo             | Tiro deportivo             |        |        |        |        | 1      | 2      | 1      | 2      | 2      | 2      | 2     | 2     | 2     | 3     |       |       |       |       | 25                |
| Triatlón                   | Triatlón                   |        |        |        |        |        |        |        |        |        |        |       |       |       |       | 2     |       | 2     | 1     | 5                 |
| Vela                       | Vela                       |        |        |        | ●      | ●      | ●      | ●      | ●      | ●      | ●      | 7     |       |       |       |       |       |       |       | 7                 |
| Voleibol                   | Voleibol                   | ●      | ●      | ●      | ●      | ●      | 2      |        |        |        |        |       |       |       |       |       |       |       |       | 2                 |
| Voleibol                   | Voleibol de playa          |        |        |        |        |        |        |        | ●      | ●      | ●      | ●     | 1     |       | ●     | ●     | ●     | ●     | 1     | 2                 |
| Eventos diarios de medalla | Eventos diarios de medalla | 0      | 0      | 5      | 19     | 21     | 29     | 24     | 47     | 26     | 18     | 19    | 20    | 25    | 30    | 37    | 41    | 54    | 9     | 434               |
| Total acumulado            | Total acumulado            | 0      | 0      | 5      | 24     | 45     | 74     | 98     | 145    | 171    | 189    | 218   | 238   | 263   | 293   | 330   | 371   | 425   | 434   | 434               |
| Junio/julio 2023           | Junio/julio 2023           | Mie 21 | Jue 22 | Vie 23 | Sab 24 | Dom 25 | Lun 26 | Mar 27 | Mie 28 | Jue 29 | Vie 30 | Sab 1 | Dom 2 | Lun 3 | Mar 4 | Mie 5 | Jue 6 | Vie 7 | Sab 8 | Eventos totales   |
| Junio/julio 2023           | Junio/julio 2023           | junio  | junio  | junio  | junio  | junio  | junio  | junio  | junio  | junio  | junio  | julio | julio | julio | julio | julio | julio | julio | julio | Eventos totales   |

## Medallero
A continuación, se muestra el medallero de los juegos.
     País anfitrión 
| Núm.  | País                           | Oro | Plata | Bronce | Total |
| ----- | ------------------------------ | --- | ----- | ------ | ----- |
| 1     | México                         | 145 | 108   | 100    | 353   |
| 2     | Colombia                       | 87  | 92    | 65     | 244   |
| 3     | Cuba                           | 74  | 59    | 63     | 196   |
| 4     | Venezuela                      | 32  | 46    | 80     | 158   |
| 5     | República Dominicana           | 25  | 36    | 50     | 111   |
| 6     | Puerto Rico                    | 25  | 27    | 44     | 96    |
| 7     | Centro Caribe Sports           | 17  | 27    | 35     | 79    |
| 8     | Trinidad y Tobago              | 8   | 7     | 4      | 19    |
| 9     | El Salvador                    | 8   | 3     | 17     | 28    |
| 10    | Panamá                         | 5   | 6     | 12     | 23    |
| 11    | Costa Rica                     | 4   | 9     | 20     | 33    |
| 12    | Aruba                          | 3   | 7     | 6      | 16    |
| 13    | Jamaica                        | 2   | 6     | 11     | 19    |
| 14    | Barbados                       | 2   | 2     | 5      | 9     |
| 15    | Islas Vírgenes Estadounidenses | 2   | 0     | 0      | 2     |
| 16    | Nicaragua                      | 1   | 1     | 4      | 6     |
| 17    | Bahamas                        | 1   | 1     | 2      | 4     |
| 18    | Santa Lucía                    | 1   | 1     | 1      | 3     |
| 19    | San Vicente y las Granadinas   | 1   | 0     | 2      | 3     |
| 20    | Guyana                         | 1   | 0     | 0      | 1     |
| 21    | Bermudas                       | 0   | 2     | 4      | 6     |
| 22    | Haití                          | 0   | 1     | 1      | 2     |
| =23   | Islas Caimán                   | 0   | 1     | 0      | 1     |
| =23   | Curazao                        | 0   | 1     | 0      | 1     |
| 25    | Honduras                       | 0   | 0     | 7      | 7     |
| =26   | Dominica                       | 0   | 0     | 2      | 2     |
| =26   | Guadalupe                      | 0   | 0     | 2      | 2     |
| =26   | Islas Vírgenes Británicas      | 0   | 0     | 2      | 2     |
| 29    | Martinica                      | 0   | 0     | 1      | 1     |
| Total | Total                          | 444 | 443   | 540    | 1427  |

Nota:  Guatemala participó como Centro Caribe Sports tras ser suspendido por el Comité Olímpico Internacional.

## Patrocinadores oficiales
- Banco Cuscatlán
- Bornan Sports Technology
- CEL
- Coca-Cola
- Electrolit
- Lotería Nacional de Beneficencia
- SISA Suguros
- Surf City El Salvador

## Transmisiones Oficiales
| País / Territorio | Titular de los derechos                         | Ref    |
| ----------------- | ----------------------------------------------- | ------ |
| El Salvador       | - Canal 4 - Canal 10 - Megavisión - Tigo Sports | [ 31 ] |
| México            | Claro Sports                                    | [ 32 ] |
| Puerto Rico       | Telemundo Puerto Rico                           | [ 33 ] |
| Venezuela         | - Tves - Canal i                                |        |